# 礦脈
在地質學中，礦脈（英語：vein）
是岩石中,由結晶礦物構成的席片狀體。 當热液循环通過岩體中的裂縫時，沉積其攜帶的礦物成分時，就會形成礦脈。礦脈中的晶體通常是垂直於空間壁突出到開放空間中生長。 然而在地質環境中，尤其是在地表以下幾公里處，很少有保持開放開的空間。 因此，有兩種主要機制被認為可能形成礦脈：開放空間填充和裂縫密封生長。

#### 開放空間填充
開放空間填充式岩脈最常見是熱液礦脈系統造成的，例如在云英岩 或矽卡岩 中的網狀礦脈。為使空間填充有效，圍壓一般被認為低於 0.5 GPa，或低於 3-5 公里（2-3 英里）。以這種方式形成的岩脈類似瑪瑙的質地，由連續礦物組成，結晶從脈壁上的核點輻射出來，填滿了開放空間。通常有液體沸騰的證據。孔洞、空洞和晶洞都是由熱液系統中開放空間填充式岩脈的例子。
水力壓裂造成的角礫岩，其壓裂空間也有開放空間填充式礦脈。這種角礫礦脈系統分佈相當廣泛，可以形成傾斜的板狀片、其橫向邊界由逆衝斷層、沉積層或蓋層分佈控制。

#### 裂縫密封生長
在宏觀上，礦脈的形成受斷裂力學的控制，為礦物提供了沉澱的空間。但 (1) 剪切裂縫、(2) 伸展裂縫和 (3) 混合裂縫，不易造成礦脈。這可以通過 Mohr-Griffith-Coulomb 斷裂準則進行判斷 . 斷裂準則可判斷所需的應力和斷裂方向。在莫爾圖上剪切斷裂包絡線可分開穩定狀態與不穩定狀態的應力範圍。當莫爾圓和代表臨界應力狀態的斷裂包絡線相交時，就會產生斷裂。首先接觸包絡線的圓點代表形成裂縫的平面。新形成的裂縫會導致已破裂岩石的應力場和抗拉強度發生變化。如果應力再次增加，則很可能會沿同一斷裂平面產生新的斷裂。這個過程被稱為裂縫密封機制。
裂縫密封脈被認為在變形過程中，在初期裂縫中，迅速形成的礦物沉澱。根據地質作用，這種情況發生得很快，因為壓力和變形無法維持大的開放空間；通常該空間在毫米或微米的數量級。若礦脈斷裂重新打開，礦物繼續的沉積可增加礦脈的厚度.